# Блекстоун (Массачусетс)
Блекстоун (англ. Blackstone) — місто (англ. town) в США, в окрузі Вустер штату Массачусетс. Населення — 9208 осіб (2020).

## Демографія
Згідно з переписом 2010 року, у місті мешкало 9026 осіб у 3403 домогосподарствах у складі 2425 родин. Було 3628 помешкань
Расовий склад населення:
| - 96,4 % — білих - 0,9 % — чорних або афроамериканців - 0,8 % — азіатів - 0,2 % — корінних американців |

До двох чи більше рас належало 1,3 %. Частка іспаномовних становила 2,0 % від усіх жителів.
За віковим діапазоном населення розподілялося таким чином: 23,7 % — особи молодші 18 років, 65,0 % — особи у віці 18—64 років, 11,3 % — особи у віці 65 років та старші. Медіана віку мешканця становила 39,8 року. На 100 осіб жіночої статі у місті припадало 93,1 чоловіків;  на 100 жінок у віці від 18 років та старших — 93,5 чоловіків також старших 18 років.
Середній дохід на одне домашнє господарство  становив 92 786 доларів США (медіана — 80 260), а середній дохід на одну сім'ю — 109 320 доларів (медіана — 98 083). Медіана доходів становила 53 662 долари для чоловіків та 50 816 доларів для жінок. За межею бідності перебувало 4,0 % осіб, у тому числі 5,5 % дітей у віці до 18 років та 6,7 % осіб у віці 65 років та старших.
Цивільне працевлаштоване населення становило 5519 осіб. Основні галузі зайнятості: освіта, охорона здоров'я та соціальна допомога — 23,0 %, виробництво — 13,2 %, мистецтво, розваги та відпочинок — 10,9 %, науковці, спеціалісти, менеджери — 9,8 %.